# Abborrtjärnhuvudena
Abborrtjärnhuvudena är ett naturreservat i Bodens kommun i Norrbottens län.
Området är naturskyddat sedan 1997 och är 1,5 kvadratkilometer stort. Reservatet omfattar en höjd med sluttning ner mot Norr- och Sör-Abborrtjärnen. Reservatet består främst av tallskog. 